# Rasmus
Rasmus er et drengenavn afledt af det latinske Erasmus. Som fornavn er det almindelig anvendt i hele Norden, Estland, Nederlandene og Tyskland. I Finland er det desuden et efternavn; hovedsageligt i de samiske dele af Lapland.
Omkring år 1800 var Rasmus-navnet særligt udbredt på Fyn, Lolland, Falster og visse østlige dele af Jylland omkring Århus og på Djursland.
Ved en opgørelse udgivet i 2017 var "Rasmus" blandt de mest søgte ikke-fundne navne i Den Danske Ordbog.
Der var 30.303 med fornavnet Rasmus i Danmark i starten af 2023.

## Kendte personer med navnet
- Rasmus Bjerg, dansk skuespiller og komiker.
- Rasmus Brohave, dansk youtuber.
- Rasmus Botoft, dansk komiker og skuespiller
- Rasmus Guldhammer, dansk cykelrytter
- Rasmus Højlund, dansk fodboldspiller
- Rasmus Julius,  dansk tegneserietegner og forfatter
- Rasmus Lerdorf, dansk softwareudvikler.
- Rasmus Lyberth, grønlandsk musiker.
- Rasmus Nøhr, dansk sanger, sangskriver og guitarist.
- Rasmus Paludan, dansk advokat.
- Rasmus Rask, dansk lingvist.
- Rasmus Prehn, dansk politiker
- Rasmus Seebach, dansk sanger
- Rasmus Tantholdt, dansk journalist.
- Rasmus Trads, dansk forretningsmand
- Rasmus Würtz, dansk fodboldspiller
- Rasmus Poulsen, dansk musiker og DJ

## Navnet anvendt i fiktion
- Rasmus Klump er titelfiguren i en dansk tegneserie.
- Rasmus Rap er titelfiguren fra en hollandsk tegnefilmserie.
- Rasmus Radiomus var en figur, der tidligere kunne opleves på DRs P3.
- Astrid Lindgren har skrevet et par bøger med drengen Rasmus som hovedperson.
- Strudsen Rasmus er titelfigur i to børnebøger af Jørgen Clevin.
- Erasmus Montanus, hovedpersonen i Ludvig Holbergs komedie af samme navn, hed, før han latiniserede sit navn, Rasmus Bjerg.

## Andre betydninger
- The Rasmus er navnet på et finsk rockorkester, som oprindeligt hed Rasmus.